# Waddeweitz
Waddeweitz là một đô thị của in the district Lüchow-Dannenberg, bang Niedersachsen, Đức. Đô thị này có diện tích km².